# 12857 Johandemessie
12857 Johandemessie è un asteroide della fascia principale. Scoperto nel 1998, presenta un'orbita caratterizzata da un semiasse maggiore pari a 2,9040405 au e da un'eccentricità di 0,0745653, inclinata di 2,02190° rispetto all'eclittica.